# Тексаркана (Тексас)
Тексаркана (енгл. Texarkana) град је у америчкој савезној држави Тексас. По попису становништва из 2010. у њему је живело 36.411 становника.

## Демографија
Према попису становништва из 2010. у граду је живело 36.411 становника, што је 1.629 (4,7%) становника више него 2000. године.
| Група             | 2000.          | 2010.          |
| Белци             | 20.220 (58,1%) | 19.345 (53,1%) |
| Афроамериканци    | 12.885 (37,0%) | 13.525 (37,1%) |
| Азијати           | 254 (0,7%)     | 490 (1,3%)     |
| Хиспаноамериканци | 1.012 (2,9%)   | 2.336 (6,4%)   |
| Укупно            | 34.782         | 36.411         |